# Renata Pallottini
Renata Monachesi Pallottini (São Paulo, 20 de enero de 1931 — São Paulo, 8 de julio de 2021) fue una dramaturga, ensayista, poeta, profesora universitaria en el campo del teatro, y traductora brasileña. Considerada destacada en el panorama literario y teatral brasileño, autora premiada de poesía, obras de teatro, ensayos, ficción, literatura infantil, teoría del teatro y programas de televisión. En una parte considerable de su producción es posible identificar el cuestionamiento y el combate a los valores sociales que definían el papel de la mujer en la sociedad.
Renata Pallottini fue la primera mujer brasileña en asistir al curso de Dramaturgia de la Escola de Arte Dramática da Universidade de São Paulo ("Escuela de Arte Dramático de la Universidad de São Paulo") y la primera en escribir obras de teatro en Brasil en los años 1960, como el guion A Lâmpada (1960), que abordó el tema de la homosexualidad. Con una actuación innovadora, trajo una propuesta textual diferente a lo que se estaba haciendo en la región en el ámbito teatral, que culminó con su identificación como integrante de la Nueva Dramaturgia, grupo formado por dramaturgos noveles en la capital de São Paulo, quien en las décadas de 1960 y 1970 promovieron transformaciones en el teatro.
Con una intensa producción, transitó las Artes y las Letras con maestría y creatividad, con su obra marcada por cierta performatividad, rasgo originado en su relación con el teatro. Además, también ocupó cargos políticos y administrativos en el ámbito teatral. Murió a los 90 años, a causa de un mieloma múltiple.

## Biografía

### Capacitación
En 1951 se licenció en Filosofía Pura en la Pontificia Universidad Católica de São Paulo (PUC-SP) y, en 1953, completó su licenciatura en la Facultad de Derecho de la Universidad de São Paulo (FDUSP).
Fue becada por el gobierno español e ingresó a la Universidad de Madrid para estudiar Cultura española, entre 1959 y 1960. Durante este período, también participó en el curso de Historia del Arte y Literatura Española en el Instituto de Cultura Hispánica (ICH).
De regreso a Brasil, entre 1961 y 1962, estudió Dramaturgia y Crítica en la Escuela de Arte Dramático (EAD) de la Universidad de São Paulo (USP), teniendo entre sus profesores a Anatol Rosenfeld, Décio de Almeida Prado, Augusto Boal y Alfredo Mesquita.
Completó su doctorado en 1982 en la Escuela de Comunicaciones y Artes (ECA) de la Universidad de São Paulo (USP), bajo la dirección de Sábato Magaldi. Su tesis aborda la dramaturgia y está compuesta también por O País do Sol, obra original que Pallotini escribió para teatro y que aparecería como la primera obra de su trilogía sobre la inmigración italiana en Brasil, junto con las obras Colônia Cecília y Tarantella. La parte teórica de su tesis dio como resultado el libro Introdução à dramaturgia.

### Trayectoria profesional
Invitada por Sábato Magaldi para reemplazarlo, en 1964 Renata Pallotini comenzó a trabajar como docente en la Escuela de Arte Dramático (EAD), impartiendo una asignatura sobre Historia del teatro brasileño. Durante su carrera docente impartió clases en la EAD y también en el Departamento de Artes Escénicas (CAC) de la Escuela de Comunicaciones y Artes, contribuyendo a la formación de varias generaciones de actores e investigadores en el campo del teatro. En 2012 recibió el título de profesora emérita de la misma institución. Ha impartido cursos y conferencias en instituciones de diferentes países como Cuba, Italia, España, Portugal y Perú.
Fue una autora premiada que escribió poesía, ensayo, ficción, teoría teatral, literatura infantil y programas de televisión, además de realizar varias traducciones. En muchas de sus producciones es posible identificar una postura cuestionadora y combativa hacia los valores que demarcaban el papel de la mujer en la sociedad.
Escribió para teatro desde principios de los años 1960, siendo sus primeras obras A Lâmpada (1961), Sarapalha (1962) y O Crime da Cabra (1965), habiendo desarrollado una intensa actividad teatral a lo largo de los años 1970 y 1980. Fueron producidas por importantes. directores como Silnei Siqueira, Ademar Guerra, José Rubens Siqueira, Marcia Abujamra, Gabriel Vilela, entre otros. También realizó adaptaciones literarias y traducciones para teatro, entre ellas O Escorpião de Numância (1968) basada en Numancia, de Miguel de Cervantes; tradujo el musical Hair, de James Rado y Gerome Ragni; tradujo y adaptó la novela Las ciudades invisibles, de Italo Calvino. La multiplicidad de temas y paisajes es una de las características de su obra como dramaturga; Luís Alberto de Abreu y Jacó Guinsburg sostienen que ella:

Floreció en la gran generación paulista de los años 1960 que trajo renovación a la escena contemporánea, insertó el teatro como vanguardia en el amplio movimiento político-cultural que caracterizó la época y tuvo un impacto decisivo en las generaciones posteriores.

Para televisión, Renata Pallottini trabajó como guionista de telenovelas y series. A pesar de su intensa actividad en el teatro, la televisión y como docente, fue en la poesía donde Renata Pallottini encontró su terreno más rico y fructífero. Como escritora, publicó sus primeros textos en la década de 1950, en los periódicos estudiantiles de la Facultad de Derecho (USP). Durante este período también publicó su primer libro de poemas, Acalanto (1952), impreso en la Tipografia Pallottini de su familia. Su primera novela, Mate é a cor da viuvez, se publicó en 1975 y, en opinión de Lygia Fagundes Telles, consiste en "un libro bello y valiente". Una década después, publicó su primer libro infantil, Tita, a Poeta.
Renata también ocupó cargos políticos y administrativos. Fue presidenta de la Comisión Estatal de Teatro de la Secretaría de Cultura (CET), sucediendo a Cacilda Becker (1969-1970), fundadora y primera presidenta de la Asociación Paulista de Autores de Teatro (APART), así como presidenta del Centro de Teatro Brasileño, afiliado al International Theatre Institute (ITI/UNESCO). Pallottini también formó parte de entidades vinculadas a la clase literaria como la União Brasileira de Escritores, el PEN Club de Brasil y el Clube da Poesia de São Paulo y, a partir de 2013, ingresó a la Academia Paulista de Letras, ocupando la cátedra 20.
Hincha del Corinthians, Renata dedicó algunas de sus obras a su equipo favorito, entre ellas: Melodrama, O Dia em que o Corinthians foi Campeão, Onze contra Onze e O Corinthiano.
Renata Pallottini falleció el 8 de julio de 2021 en el Hospital Santa Catarina, en São Paulo, a los 90 años, a causa de mieloma múltiple.

### Vida personal
En una entrevista de 2004 con la revista gallega Andaina, Renata Pallottini definió su identidad sexual y cómo se relacionaba con los hombres en general:

Me gustan los hombres, los considero compañeros y no enemigos, los hombres me interesan mucho. Soy homosexual, no tengo ningún interés sexual por los hombres, pero tengo todos los demás intereses posibles, quiero tenerlos como amigos, como colegas, como colaboradores..., sólo que no quiero tenerlos en la cama. Me llevo muy bien con ellos.

## Dramaturgia femenina
Renata Pallottini es considerada un hito en la historia de la dramaturgia femenina brasileña contemporánea, ya que fue la primera mujer en asistir al curso de Dramaturgia de la EAD/USP y la primera en escribir para teatro en São Paulo, en los años 1960. Está entre las dramaturgas que surgieron alrededor de 1969, formando parte del grupo que formó la nueva generación de escritoras de teatro junto a Hilda Hilst, Leilah Assumpção, Consuelo de Castro, Isabel Câmara. Elza Cunha de Vicenzo, en su libro Um Teatro da Mulher (1992), afirma que a partir de 1969, en Brasil, comenzaron a aparecer dramaturgas en cantidades significativas, formando un grupo más amplio de dramaturgas debutantes que pasaron a ser conocidas como la nueva dramaturgia, grupo que se puede caracterizar por presentar un tipo de texto y propuesta textual diferente - en varios aspectos - de lo que se hacía en el teatro de São Paulo.
Desde el punto de vista estético e ideológico, sus escritos renovaron la escena contemporánea; A Lâmpada (1960), por ejemplo, aborda un tema que sólo sería abordado más tarde en el teatro brasileño: la homosexualidad, constituyendo una obra pionera.

## Censura
Vivió el período de la dictadura en Brasil, sufriendo impactos en su carrera, sus producciones y el impacto de su trabajo en el público. El proyecto de recorrer todo el país en 1964, con la producción de la obra O Crime da Cabra, a través del Servicio Nacional de Teatro y dirigida por Ademar Guerra, fue cancelado por imposiciones derivadas del golpe militar. La obra sólo se representaría el año siguiente, sin embargo, sin la propuesta inicial de viajar por diferentes estados brasileños y, aunque obtuvo importantes premios, no tuvo el impacto público que podría tener, si se hiciera como se planeó inicialmente, en un formato itinerante.
La obra Enquanto se Vai Morrer, un género de drama épico que tiene como tema la pena de muerte y la tortura, escrita en 1972, fue vetada por el régimen militar por "violar la legislación vigente". Permaneció inédita hasta 2002, cuando fue montada por Zecarlos de Andrade en las escaleras de la Facultad de Derecho del Largo de São Francisco.
Renata dice:

El daño que la censura causó al teatro brasileño es irreparable. Una obra vetada nunca vuelve a ser la misma, aunque se represente tiempo después. Sin olvidar que el daño no es sólo a las obras, sino también a los autores.

Como mujer lesbiana, que vivió la época de la dictadura militar, no quiso ocultar su identidad y escribió entre líneas lo que sentía; de esta manera podría expresar su orientación sexual sin perturbaciones del conservadurismo.

## Obras

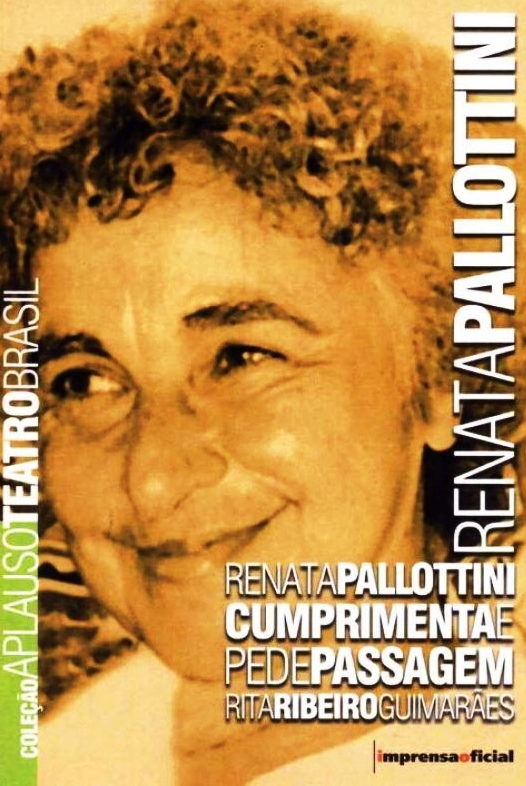
Portada del libro Renata Pallottini cumprimenta e pede passagem (Colección Aplauso Teatro Brasil).

La producción de Renata Pallottini abarca obras de teatro, libros de poemas, novelas, obras infantiles y estudios de dramaturgia. Además, algunas de sus obras fueron adaptadas para televisión y libros publicacións en otros países. En la Enciclopedia Cultural Itaú se afirma que:

Renata Pallottini contribuye con su producción en teatro, en televisión, como escritora, docente y en áreas administrativas o políticas. Todos los lenguajes en los que se centra llevan la impronta inconfundible de lo poético, que la caracteriza y diferencia como creadora.

### Obras de teatro
En el teatro se representaron numerosas de sus obras. Algunas se enumeran a continuación, junto con el año del primer montaje:
- 2002: Enquanto se vai morrer - Dirección de Zecarlos de Andrade.[35]
- 1984: Colônia Cecília - Dirección de Ademar Guerra.[5]
- 1982: Melodrama - Dirección de Anamaria Dias.[36]
- 1976: Serenata Cantada aos Companheiros - Dirección de Fausto Fuser.[37]
- 1971: A História do Juiz - Dirección de Eloy Araújo.[38]
- 1969: Os Sete Pecados Capitais: Luxúria, Gula, Preguiça, Inveja, Ira, Soberba, Avareza - En colaboración con Eudinyr Fraga, Moysés Baumstein, Myriam de San Juan, Lúcia Godoy, Aroldo Macedo; todos autores formados en el curso de dramaturgia de la EAD.[39]
- 1969: Pedro Pedreiro - Dirección de Silnei Siqueira y música de Chico Buarque, Fue el primer espectáculo de EAD en realizar una gira por el extranjero, participando en el Festival de Teatro de la Universidad de Manizales (Colombia).[40][3]
- 1965: O Crime da Cabra - Dirección de Carlos Murtinho con producción de la Compañía Nydia Licia.[41]
- 1964: Nu para Vinícius - En colaboración con Lauro César Muniz; se representó en el Teatro Brasileiro de Comédia (TBC).[42]
- 1962: O Exercício da Justiça - Dirección de Renata Pallottini; se representó en la "Escola de Arte Dramática" - EAD.[43]
- 1960: A Lâmpada - Dirección de Tereza Aguiar.[13]

### Traducciones y adaptaciones para el teatro
- 2001: Cidades Invisíveis - Dirección de Márcia Abujamra.[44]
- 1986: Caminho que Fazem o Darro e o Genil Até o Mar - Dirección de Tereza Aguiar.[45]
- 1986: Topografia de um Desnudo - Dirección de Tereza Aguiar.[46]
- 1985: Ah!Mérica - Dirección de Odavlas Petti.[47]
- 1985: O Camaleão - Dirección de Reinaldo Santiago.[46]
- 1984: Simón - Dirección de Francisco Medeiros.[46]
- 1980: Divinas Palavras - Dirección de Iacov Hillel.[46]
- 1978: A Vida é um Sonho - Dirección de Celso Nunes.[48]
- 1974: Lulu, a Caixa de Pandora - Dirección de Ademar Guerra.[49]
- 1973: Godspell - Dirección de Altair Lima.[50][51]
- 1972: João Guimarães, Veredas - Dirección de Tereza Aguiar[52][53]
- 1970: O Escorpião de Numância - Dirección de José Rubens Siqueira, con Cláudio Corrêa e Castro en el papel principal.[54][55]
- 1970: Tom Paine, de Paul Foster[56]
- 1969: Hair - Dirección de Ademar Guerra[13]
- 1961: Sarapalha - Dirección de Alberto D'Aversa.[13]

### Obras escritas para televisión
- 2009: João Miguel (serie)[57]
- 1984: Joana (serie)[5][58]
- 1982: Nem Rebeldes, Nem Fiéis (telenovela)[59]
- 1981: Os Imigrantes (telenovela)[60]
- 1979: Malu Mulher (serie)[58]
- 1979: Carga Pesada (serie)[61]
- 1976: O Julgamento (telenovela)[62]
- 1976: Sapicuá (episodio de la serie Caso Especial)[63]
- 1974: Tempo de Nascer[58]
- 1972: Vila Sésamo (serie infantil)[64]
- 1961: Tensão[52]
- 1961: O Crime da Cabra[3]

### Poesías
Con más de 20 libros publicacións, Renata Pallottini se dedicó a la literatura produciendo poesía, prosa y dramaturgia. Dada su relación con el teatro, escribió poesía de forma performativa. El poeta Carlos Drummond de Andrade dijo que la poesía de Renata "es una de las realizaciones más vibrantes en el campo del lirismo centrado en la vida real e inmediata, la vida no pintada en sueños".
Los poemas de Renata Pallottini están presentes en el libro Poesia Gay Brasileira (2017), la primera antología que reúne poemas de temática LGBT+ producidos por escritores brasileños.
- 2016: Poesia não Vende (Hucitec).[67]
- 2008: Chocolate Amargo (Brasiliense).[68]
- 2002: Um Calafrio Diário (Perspectiva).[69]
- 1997: Anja (Quinteto)[24]
- 1995: Obra Poética (Hucitec).[70]
- 1988: Praça Maior (Rk Editora)[71]
- 1985: Esse Vinho Vadio (Massao Ohno)[24]
- 1985: Ao Inventor das Aves (J. R. Scortecci)[72]
- 1982: Cerejas, meu Amor (Massao Ohno)[3]
- 1980: Cantar meu Povo (Massao Ohno)[73]
- 1978: Noite Afora (Brasiliense)[74]
- 1977: Chão de Palavras (Círculo do Livro)[24]
- 1976: Coração Americano (Editora Meta)[75]
- 1971: Os Arcos da Memória (Editora do Escritor)[76]
- 1968: Antologia Poética (Editora Leitura)[77]
- 1965: A Faca e a Pedra (Brasil Editora)[78]
- 1961: Livro de Sonetos (Massao Ohno)[79]
- 1958: A Casa e outros Poemas (Clube de Poesia)[80]
- 1958: Nós, Portugal (ed. por la autora)[3]
- 1956: O Monólogo Vivo (ed. por la autora) [81][82]
- 1953: O Cais da Serenidade (Ed. Elviro Pocai)[83]
- 1952: Acalanto (ed. por la autora)[13]

### Novelas
- 2015: Eu Fui Soldado de Fidel (Hucitec)[84]
- 2011: Chez Mme. Maigret (Global)[85]
- 1998: Oficios & Amargura (Scipione)[86]
- 1991: Nosotros (Brasiliense)[87]
- 1975: Mate é a Cor da Viuvez (Ed. de la autora)[88]

### Infanto Juvenil
- 2004: As Três Rainhas Magas (Brasiliense)[89]
- 1998: Sempre é Tempo (Moderna)[24]
- 1993: Do Tamanho do Mundo (Moderna)[5]
- 1988: Café com Leite (FTD)[90]
- 1987: A Menina que Queria Ser Anja (Moderna)[24]
- 1985: O Mistério do Esqueleto (Moderna)[3]
- 1984: Tita, a Poeta (Moderna)[3]

### No ficción - estudios teóricos
- 2006: Teatro Completo (Perspectiva).[13]
- 1998: Dramaturgia de Televisão (Editora Moderna).[91]
- 1998: Anthologie de la Poésie Brésilienne (Paris: Editions Chandeigne) - Coordinación.[82]
- 1997: Cacilda Becker: o Teatro e suas Chamas (Arte & Ciência).[92]
- 1989: Dramaturgia: a Construção da Personagem (Ática).[93]
- 1983: Introdução à Dramaturgia. (Brasiliense).[94]

## Premios
A lo largo de su carrera, Renata ha recibido importantes premios, como el Premio Juca Pato, 2017, un honor de la Unión Brasileña de Escritores por toda su carrera y específicamente por su libro de poemas Poesia não vende ("La poesía no vende"). También recibió el Premio Jabuti, en la categoría de poesía por Obra Poética, en 1996 y el Pen Clube de Poesia por el libro Livro de Sonetos, en 1961. En 2016, recibió el premio Colar Guilherme de Almeida, concedido por Cámara Municipal de São Paulo a personas que contribuyen a la cultura.
Entre los premios recibidos se encuentran:
| AÑO  | PREMIO                                                 | CATEGORÍA           | OBRA                         | REF     |
| ---- | ------------------------------------------------------ | ------------------- | ---------------------------- | ------- |
| 1976 | "Associação Paulista de Críticos de Arte" (APCA)       | Mejor guion         | Telenovela O Julgamento      | [ 100 ] |
| 1974 | "Associação Paulista dos Críticos de Arte" (APCA)      | Mejor traducción    | Traducción de Lulu.          | [ 44 ]  |
| 1968 | "Prêmio Anchieta da Comissão Estadual de Teatro" (CET) | Mejor texto teatral | Obra O Escorpião de Numância | .       |
| 1965 | "Prêmio Molière"                                       | Escritora           | Obra O crime da Cabra        | [ 103 ] |
| 1965 | "Prêmio Governador do Estado"                          | Escritora           | Obra O Crime da Cabra        | [ 37 ]  |
| 1956 | Teatro de Arena                                        | Adaptación          | Obra adaptada Sarapalha      | [ 5 ]   |